# Archidiecezja Guiyang
Archidiecezja Guiyang (łac. Archidioecesis Coeiiamensis) – rzymskokatolicka archidiecezja ze stolicą w Guiyang w prowincji Kuejczou, w Chińskiej Republice Ludowej. Arcybiskupi Guiyang są również metropolitami metropolii o tej samej nazwie.

## Sufraganie
Jedyną sufraganią arcybiskupstwa Guiyang jest diecezja Nanlong.

## Historia
15 października 1696, za pontyfikatu papieża Innocentego XII, erygowano wikariat apostolski Kuejczou. Dotychczas wierni z tych terenów należeli do wikariatu apostolskiego Fujianu (obecnie archidiecezja Fuzhou). Jednak już w 1715 wikariat apostolski Kuejczou został zniesiony, a misje wchodzące w jego skład włączono do wikariatu apostolskiego Syczuanu (obecnie diecezja Chengdu).
27 marca 1846 papież Grzegorz XVI brewe Ex debito przywrócił wikariat apostolski Kuejczou.
16 lutego 1922 odłączono prefekturę apostolską Nanlong (obecnie diecezja Nanlong).
3 grudnia 1924 zmieniono nazwę na wikariat apostolski Guiyang.
23 marca 1932 odłączono misje sui iuris Shiqian (obecnie prefektura apostolska Shiqian).
W wyniku reorganizacji chińskich struktur kościelnych dokonanej przez papieża Piusa XII 11 kwietnia 1946 wikariat apostolski Guiyang podniesiono do godności archidiecezji metropolitarnej.
Z 1950 pochodzą ostatnie pełne, oficjalne kościelne statystyki. Archidiecezja Guiyang liczyła wtedy:
- 24 713 wiernych (0,4% społeczeństwa)
- 77 księży
- 33 sióstr zakonnych
- 30 parafii.

Od zwycięstwa komunistów w chińskiej wojnie domowej w 1949 diecezja, podobnie jak cały prześladowany Kościół katolicki w Chinach, nie może normalnie działać. W 1958 Patriotyczne Stowarzyszenie Katolików Chińskich powołało swojego antyarcybiskupa, mimo iż legalny arcybiskup Guiyang Jean Larrart MEP jeszcze żył.
Przykładem prześladowań katolików w archidiecezji może być życiorys pierwszego znanego arcybiskupa z wiernego papieżowi Kościoła podziemnego. Abp Augustine Hu Daguo przyjął święcenia kapłańskie w 1951. W 1955 został aresztowany i skazany za przestępstwa kontrrewolucyjne na obóz pracy, w którym przebywał do 1979. W 1987 przyjął, w tajemnicy przed władzami państwowymi, sakrę biskupią. Jednak nie mógł oficjalnie pełnić obowiązków biskupich z powodu nieuznawania jego sakry przez komunistyczne władze.
W 1999 Patriotyczne Stowarzyszenie Katolików Chińskich scaliło wszystkie jednostki kościelne w prowincji Kuejczou w jedną diecezję o nazwie Kuejczou ze stolicą w Guiyang. Zostało to dokonane bez mandatu Stolicy Świętej, więc z kościelnego punktu widzenia działania te były nielegalne. W skład diecezji Kuejczou weszły:
- archidiecezja Guiyang
- diecezja Nanlong
- prefektura apostolska Shiqian (przez PSKCh uznawana za diecezję)[2].

Od 1988 arcybiskupem Guiyang (biskupem Kuejczou) był Anicetus Andrew Wang Chongyi. Od 2007 jego koadiutorem był Paul Xiao Zejiang, który po śmierci poprzednika w 2014 objął diecezję. Obaj hierarchowie uznawani są za legalnych zarówno przez Stolicę Świętą jak i przez rząd w Pekinie.
Według danych z września 2007 w całej prowincji Kuejczou było ok. 100 000 wiernych, 25 kapłanów i ok. 30 sióstr zakonnych. Większość wiernych stanowili ubodzy chłopi.

## Ordynariusze

### Wikariusze apostolscy
- Etienne-Raymond Albrand MEP[3] (1846 – 1853)
- Louis-Simon Faurie MEP[3] (1853 - 1871)
- François-Eugène Lions MEP[3] (1871 - 1893)
- François-Mathurin Guichard MEP[3] (1893 - 1913)
- François-Lazare Seguin MEP[3] (1913 - 1942)
- Jean Larrart MEP[3] (1942 - 1946)

### Arcybiskupi
- Jean Larrart MEP (1946 - 1966)
- sede vacante (być może urząd sprawował biskup(i) Kościoła podziemnego) (1966 - 1987)
- Augustine Hu Daguo (1987 - 1997) następnie prefekt apostolski Shiqian
- Anicetus Andrew Wang Chongyi (1988 - 2014)
- Paul Xiao Zejiang (2014 - nadal)

### Antybiskupi
Ordynariusze mianowani przez Patriotyczne Stowarzyszenie Katolików Chińskich nieposiadający mandatu papieskiego:
- Chen Yuancai (1958 - ?).